# Sciara helvola
Sciara helvola är en tvåvingeart som beskrevs av Johannes Winnertz 1867. Sciara helvola ingår i släktet Sciara, och familjen sorgmyggor. Arten är reproducerande i Sverige.